# František Kaván (hudebník)
František Kaván (13. ledna 1818 Horní Branná – 6. prosince 1896 Praha–Staré Město) byl český hudební skladatel a sbormistr.

## Život
V dětství byl vokalistou v Týnském chrámu v Praze. Studoval na akademickém gymnáziu a po maturitě pokračoval na Karlově univerzitě studiem filosofie a práv. V hudbě se vzdělával soukromě u Josefa Proksche. V letech 1842–1863 byl učitelem hudby v hraběcích rodinách Jindřicha Chotka a Rudolfa Morzina.
V roce 1863 vystoupil z hraběcích služeb a stal se sbormistrem pražského Hlaholu a ředitelem kůru v Týnském chrámu, kde jako zpěváček začínal. Kromě toho učil zpěv na Vyšší dívčí škole, vytvořil také zpěvník pro první český ženský spolek Americký klub dam. Byl čestným členem pěveckého sboru Branislav v Jilemnici, který příležitostně řídil. Věnoval se i pedagogické činnosti. Mezi jeho žáky patřila i řada pěvců Národního divadla.
V r. 1861 byl F. Kaván jmenován čestným občanem Kutné Hory.[zdroj?]

## Dílo
Komponoval převážně drobnější skladby a písně, které vycházely v hudebních přílohách českých časopisů. Např.:
- Toccata pro klavír op. 23
- Vlastenec
- Mé růži
- Píseň pohřební. Pro tři ženské hlasy, na slova Boženy Studničkové.
- Umlklo stromů šumění
- Ženám českým

Vydal několik zpěvníků:
- Zpěvník pro českou školní mládež I. a II.
- Zpěvníček amerického klubu dam

Publikoval vzpomínky na houslistu Ferdinanda Lauba.